# Philippe Berthe
Pour les articles homonymes, voir Berthe.
Cet article concerne le patineur artistique. Pour le compositeur et musicien, voir TSF (groupe).
Philippe Berthe, né le 10 octobre 1963 à Marseille en Provence et mort assassiné le 1er octobre 2008 à Évry en Île-de-France, est un patineur et entraîneur français de danse sur glace. Il a été champion de France 1985 avec sa partenaire Sophie Merigot.

## Biographie

### Carrière sportive
Philippe Berthe pratique la danse sur glace avec sa partenaire Sophie Merigot au sein de l’Association Phocéenne des Sports de Glace (APSG) à la patinoire privée du Rouet à Marseille. Le couple devient champion de France 1985 de la discipline, l'année précédant l'arrivée en France d'Isabelle et Paul Duchesnay.
Sur le plan international, ils participent à trois championnats du monde junior où leur meilleur classement est une 4e place en 1982 à Oberstdorf, et aux championnats d'Europe de janvier 1984 à Budapest où ils prennent la 19e place. Ils sont qualifiés pour les championnats du monde de mars 1985 mais une maladie de Sophie Merigot les empêche d'y participer. Leur couple de danse se sépare. Ils ne patinent donc ni aux championnats du monde senior ni aux Jeux olympiques d'hiver.

### Après la carrière sportive (1985-2008)
On connaît bien la vie de Philippe Berthe grâce à la narration de celle-ci lors du procès de ses assassins en novembre 2010.
Une enquêtrice le définit comme "l'enfant prodige de la famille" qui était entouré de deux frères aînés et de "parents très présents". Élève brillant, il décroche son bac scientifique avec mention et fera une première année de médecine. À l'époque de sa carrière sportive dans le patinage artistique, il était un fêtard et consommait déjà de l'alcool.
Avec l'arrêt de sa carrière amateur en 1985, il devient professeur de patinage artistique. Selon l'un de ses frères, "il s'est mis à boire plus que de raison" et "devenait incontrôlable".
En 1997, il obtient son capitanat et devient pêcheur sur un chalutier à Brest. Avec un héritage, il acquiert par la suite deux bateaux de pêche grâce auxquels il vit "pendant deux ou trois ans" mais en laissant de "nombreuses dettes, assumées par sa mère".
Il réintègre ensuite son ancien métier de professeur de patinage en signant plusieurs contrats, mais à partir du décès de sa mère en 2004, il boit de plus en plus et occupe des postes d'intérim comme manœuvre ou terrassier. "Dès qu'il replongeait dans l'alcool, il vivait dans la rue" dit un ami d'enfance aux enquêteurs.
Philippe Berthe devient sans domicile fixe en 2006. Deux ans après être devenu SDF, on le retrouve mort le 1er octobre 2008 dans les toilettes d'un local communal d'Évry servant d'abri aux SDF. Il avait 44 ans.
Il est enterré dans la fosse commune du cimetière d’Évry.

### Enquête et procès (2008-2010)
L'enquête accuse rapidement les deux compagnons SDF de la victime. L'un âgé de 36 ans est accusé de meurtre, l'autre âgé de 49 ans est accusé de non assistance à personne en danger. L'accusé principal a expliqué qu'il avait confié son sac à Philippe Berthe, et qu'il n'y aurait pas retrouvé son téléphone portable en le récupérant. Il lui aurait alors asséné des gifles et des coups de poing au visage avant de lui administrer des coups de couteau dans le dos. Blessé, l'ancien patineur serait allé s'enfermer dans les toilettes du local communal. Les deux accusés aurait ensuite frappé à la porte des toilettes en quittant les lieux le lendemain matin, mais Philippe Berthe ne répondant pas, ils seraient partis pensant que celui-ci dormait. Les deux hommes ont ensuite été interpellés rapidement après la découverte du corps.
Le procès s'est tenu les 18 et 19 novembre 2010 à la cour d'assises de l'Essonne, en l'absence de la partie civile. L'avocat général avait requis treize ans de prison ferme pour l'accusé principal, et deux ans de prison pour l'accusé qui comparaît pour non assistance à personne en danger. Finalement le tribunal a condamné le premier accusé à six ans de prison ferme, le reconnaissant coupable de coups mortels à l'encontre de l'ancien champion de France de patinage artistique, dans la nuit du 30 septembre au 1er octobre 2008. La cour n'a pas retenu l'intention d'homicide. Le coaccusé a été acquitté.

## Palmarès
| Compétition                   | 1980    | 1981    | 1982    | 1983    | 1984    | 1985    |  |  |  |  |  |  |  |  |
| Jeux olympiques d'hiver       |         |         |         |         |         |         |  |  |  |  |  |  |  |  |
| Championnats du monde         |         |         |         |         |         | F       |  |  |  |  |  |  |  |  |
| Championnats d’Europe         |         |         |         |         | 19e     |         |  |  |  |  |  |  |  |  |
| Championnats de France        |         |         |         |         | 2e      | 1er     |  |  |  |  |  |  |  |  |
| Championnats du monde juniors | 16e     | 9e      | 4e      |         |         |         |  |  |  |  |  |  |  |  |
|                               |         |         |         |         |         |         |  |  |  |  |  |  |  |  |
| Autres compétitions           | 1979/80 | 1980/81 | 1981/82 | 1982/83 | 1983/84 | 1984/85 |  |  |  |  |  |  |  |  |
| Moscou Skate                  |         |         |         |         |         | 10e     |  |  |  |  |  |  |  |  |
| Légende : F = Forfait         |         |         |         |         |         |         |  |  |  |  |  |  |  |  |